# Nikodem (Piperow)
Nikodem, imię świeckie Nikoła Nikołow Piperow (ur. 18 stycznia 1895 w Ruse, zm. 23 stycznia 1980) – bułgarski biskup prawosławny.

## Życiorys
Uzyskał wykształcenie teologiczne w seminarium duchownym w Sofii, następnie kontynuował studia teologiczne na Uniwersytecie w Oxfordzie, gdzie uzyskał stopień licencjata.
Po powrocie do Bułgarii został wyświęcony na kapłana i od 1925 do 1927 był protosynglem metropolii płowdiwskiej. Następnie przez dwa lata był przełożonym Monasteru Baczkowskiego z godnością ihumena. Od 1929 do 1936 wykładał w seminarium duchownym w Płowdiwie, po czym powtórnie został mianowany protosynglem metropolii płowdiwskiej. Funkcję tę pełnił przez dwa lata, po czym w 1939 został głównym sekretarzem Świętego Synodu Bułgarskiego Kościoła Prawosławnego. Pozostawał nim do 1941, gdy wyznaczono go na rektora seminarium w Płowdiwie. W 1941 został wyświęcony na biskupa stobijskiego, wikariusza metropolii płowdiwskiej. Stanowisko to piastował do 1947, tj. do momentu wyboru na metropolitę sliweńskiego. Był jednym z przedstawicieli Bułgarskiego Kościoła Prawosławnego na uroczystościach 500-lecia Patriarchatu Moskiewskiego w 1948. Urząd metropolity sliweńskiego sprawował do końca życia.
Biegle władał kilkoma zachodnimi językami, wyróżniał się erudycją.